# Strzępkoskórkowate
Strzępkoskórkowate (Hyphodermataceae Jülich) – rodzina grzybów należąca do rzędu żagwiowców (Polyporales).

## Charakterystyka
Grzyby kortycjoidalne powodujące białą zgniliznę drewna. System strzępkowy monomityczny. Strzępki ze sprzążkami. Zarodniki cienkościenne, gładkie, szkliste. Cystydy występują u większości gatunków.

## Systematyka
Pozycja w klasyfikacji według Index Fungorum: Hyphodermataceae, Polyporales, Incertae sedis, Agaricomycetes, Agaricomycotina, Basidiomycota, Fungi.
Według Index Fungorum bazującego na Dictionary of the Fungi do rodziny Hyphodermataceae należą rodzaje:
- Hyphoderma Wallr. 1833 – strzępkoskórka
- Mutatoderma (Parmasto) C.E. Gómez 1976

Nazwy polskie według W. Wojewody.